# Živica (gmina Lučani)
Živica (cyr. Живица) – wieś w Serbii, w okręgu morawickim, w gminie Lučani. W 2011 roku liczyła 262 mieszkańców.